# Trzcińskie Mokradła
Trzcińskie Mokradła – obszar kilkudziesięciu hektarów torfowisk położony na północny zachód od Janowic Wielkich, we wschodniej części Kotliny Jeleniogórskiej. Jest to jedyne zachowane torfowisko w obrębie sudeckich kotlin śródgórskich. Dawniej mokradła były rozleglejsze. W latach 60. XX w. duża ich część została zmeliorowana. Obiekt zaakceptowany w 2011 roku przez Komisję Europejską jako obszar mający znaczenie dla Wspólnoty (projektowany specjalny obszar ochrony siedlisk) w sieci Natura 2000.
Trzcińskie Mokradła leżą w obrębie Rudawskiego Parku Krajobrazowego i jego otuliny.